# 法比安·罗斯
法比安·罗斯（德語：Fabian Roth，1995年11月29日—），德国男子羽毛球運動員。

## 簡歷
2013年3月，法比安·罗斯代表德國出戰在土耳其安卡拉舉行的歐洲青年羽毛球錦標賽，贏得男子單打比賽冠軍。
2015年7月，法比安·罗斯代表德國薩爾蘭大學出戰韓國光州市舉行的世界大學生運動會羽毛球比賽。
2017年8月，罗斯參加蘇格蘭格拉斯哥舉行的世界羽毛球錦標賽，出戰男子單打項目，首圈就以0比2（15-21、16-21）不敵14號種子、丹麥的安德斯·安东森出局。

## 主要比賽成績
只列出曾進入準決賽的國際賽事成績：
| 年份   | 賽事                     | 公開賽級別 | 項目     | 拍檔          | 成績   |
| ------ | ------------------------ | ---------- | -------- | ------------- | ------ |
| 2012年 | 土耳其羽毛球國際賽       | 國際系列賽 | 混合雙打 | 珍妮弗·卡诺特 | 亞軍   |
| 2013年 | 歐洲青年羽毛球錦標賽     | 其他       | 男子單打 | －            | 冠軍   |
| 2013年 | 歐洲青年羽毛球錦標賽     | 其他       | 混合團體 | －            | 季軍   |
| 2014年 | 歐洲男子羽毛球團體錦標賽 | 其他       | 男子團體 | －            | 季軍   |
| 2015年 | 希臘羽毛球國際賽         | 國際系列賽 | 男子單打 | －            | 冠軍   |
| 2016年 | 比利時羽毛球國際賽       | 國際挑戰賽 | 男子單打 | －            | 準決賽 |
| 2016年 | 布拉格羽毛球公開賽       | 國際挑戰賽 | 男子單打 | －            | 亞軍   |
| 2016年 | 蘇格蘭羽毛球大獎賽       | 大獎賽     | 男子單打 | －            | 準決賽 |
| 2016年 | 愛爾蘭羽毛球公開賽       | 國際挑戰賽 | 男子單打 | －            | 冠軍   |
| 2017年 | 歐洲羽毛球混合團體錦標賽 | 其他       | 混合團體 | －            | 季軍   |
| 2017年 | 奧爾良羽毛球國際挑戰賽   | 國際挑戰賽 | 男子單打 | －            | 準決賽 |
| 2018年 | 歐洲羽毛球男子團體錦標賽 | 其他       | 男子團體 | －            | 季軍   |
| 2021年 | 歐洲羽毛球混合團體錦標賽 | 其他       | 混合團體 | －            | 季軍   |
| 2021年 | 匈牙利羽毛球國際賽       | 國際系列賽 | 男子單打 | －            | 準決賽 |
| 2022年 | 斯洛伐克羽毛球公開賽     | 未來系列賽 | 男子單打 | －            | 準決賽 |
| 2023年 | 歐洲羽毛球混合團體錦標賽 | 其他       | 混合團體 | －            | 季軍   |
| 2024年 | 愛沙尼亞羽毛球國際賽     | 國際系列賽 | 男子單打 | －            | 準決賽 |
| 2024年 | 威爾斯羽毛球國際賽       | 國際系列賽 | 男子單打 | －            | 準決賽 |
| 2025年 | 歐洲羽毛球混合團體錦標賽 | 其他       | 混合團體 | －            | 季軍   |
| 2025年 | 波蘭羽毛球公開賽         | 國際挑戰賽 | 男子單打 | －            | 準決賽 |
| 2025年 | 聖但尼羽毛球公開賽       | 國際挑戰賽 | 男子單打 | －            | 準決賽 |

| 2007-2017年 | 首要超級賽 | 超級賽 | 黃金大獎賽 | 大獎賽 | 國際挑戰賽 | 國際系列賽 | 未來系列賽 | 其他 |

| 2018-2026年 | 總決賽 | 超級1000賽 | 超級750賽 | 超級500賽 | 超級300賽 | 超級100賽 | 國際挑戰賽 | 國際系列賽 | 未來系列賽 | 其他 |

### 奧運會和世錦賽參賽紀錄
|          | 2017 | 2024       |
| -------- | ---- | ---------- |
| 男子單打 | 64強 | 小組第三名 |